# Mönchsberg (Baudenbach)
Mönchsberg ist ein Gemeindeteil des Marktes Baudenbach im Landkreis Neustadt an der Aisch-Bad Windsheim (Mittelfranken, Bayern). Die Gemarkung Mönchsberg hat eine Fläche von 2,861 km². Sie ist in 417 Flurstücke aufgeteilt, die eine durchschnittliche Fläche von 6860,50 m² haben. In ihr liegt neben dem namensgebenden Ort der Gemeindeteil Höfen.

## Geographie
Das Dorf Mönchsberg bildet mit dem im Süden gelegenen Roßbach eine geschlossene Siedlung. Durch Roßbach fließt der Achelbach, ein rechter Zufluss der Steinach, die links in die Aisch fließt. 1 km östlich des Ortes erhebt sich der Münchsberg im Waldgebiet Hagenbüchach. Die Staatsstraße 2256 führt nach Roßbach (0,3 km südlich) bzw. nach Mittelsteinach (1,2 km nordöstlich). Eine Gemeindeverbindungsstraße führt zur Staatsstraße 2259 bei Obersteinbach (1,8 km nordwestlich) bzw. nach Münchsteinach ebenfalls zur Staatsstraße 2259 (2 km südöstlich).

## Geschichte
Mönchsberg ist, dem Namen nach zu schließen, ein Ausbauort des Klosters Münchsteinach. 1675 wurde der Ort als „Münchsberg“ erstmals urkundlich erwähnt. Damals gab es sieben Untertanenfamilien. Gegen Ende des 18. Jahrhunderts bildete Mönchsberg mit Roßbach eine Realgemeinde. In Mönchsberg gab es neun Anwesen (1 Hof, 2 Halbhöfe, 1 Gut, 2 Häckersgüter, 3 Sölden). Das Hochgericht übte das brandenburg-bayreuthische Stadtvogteiamt Neustadt an der Aisch aus. Die Dorf- und Gemeindeherrschaft und die Grundherrschaft über alle Anwesen hatte das brandenburg-bayreuthische Klosteramt Münchsteinach.
Von 1797 bis 1810 unterstand der Ort dem Justizamt Dachsbach und Kammeramt Neustadt. 1810 kam Mönchsberg an das Königreich Bayern. Im Rahmen des Gemeindeedikts wurde Mönchsberg dem 1811 gebildeten Steuerdistrikt Münchsteinach und der 1813 gebildeten Ruralgemeinde Münchsteinach zugeordnet. Mit dem Zweiten Gemeindeedikt (1818) entstand die Ruralgemeinde Mönchsberg, zu der Höfen gehörte. Sie war in Verwaltung und Gerichtsbarkeit dem Landgericht Neustadt an der Aisch zugeordnet und in der Finanzverwaltung dem Rentamt Neustadt an der Aisch (1919 in Finanzamt Neustadt an der Aisch umbenannt, seit 1972 Finanzamt Uffenheim). Ab 1862 gehörte Mönchsberg zum Bezirksamt Neustadt an der Aisch (1939 in Landkreis Neustadt an der Aisch umbenannt). Die Gerichtsbarkeit blieb beim Landgericht Neustadt an der Aisch (1879 in das Amtsgericht Neustadt an der Aisch umgewandelt). Die Gemeinde hatte 1964 eine Gebietsfläche von 2,864 km².
Am 1. Juli 1971 wurde Mönchsberg im Zuge der Gebietsreform in Bayern in Baudenbach eingegliedert.

### Baudenkmäler
- Haus Nr. 5: ehemaliges Gemeindehaus[13]
- beim Haus Nr. 6: drei am Gartenzaun bzw. der Hofeinfahrt wieder verwendete Säulen vom Schloss in Obersteinbach, die von einem Brunnen stammen; geschwellte Säulen mit angearbeitetem profiliertem Kämpferaufsatz, einer bezeichnet ..„B 73“ (1773), an der Säule „HP“, in einer Kartusche „ILD / LK“, darunter in vertieftem Feld „IS · GHN“[14]

### Einwohnerentwicklung
Gemeinde Mönchsberg
| Jahr      | 1818   | 1840   | 1852   | 1855   | 1861   | 1867   | 1871   | 1875   | 1880   | 1885   | 1890   | 1895   | 1900   | 1905   | 1910   | 1919   | 1925   | 1933   | 1939   | 1946   | 1950   | 1952   | 1961   | 1970   |
| Einwohner | 112    | 111    | 123    | 123    | 133    | 137    | 133    | 147    | 133    | 127    | 126    | 121    | 122    | 114    | 116    | 113    | 104    | 102    | 103    | 143    | 139    | 115    | 109    | 111    |
| Häuser    | 18     | 19     |        |        |        |        | 24     |        |        | 25     | 23     |        | 25     |        |        |        | 18     |        |        |        | 20     |        | 20     |        |
| Quelle    | [ 16 ] | [ 17 ] | [ 18 ] | [ 18 ] | [ 19 ] | [ 20 ] | [ 21 ] | [ 22 ] | [ 23 ] | [ 24 ] | [ 25 ] | [ 18 ] | [ 26 ] | [ 18 ] | [ 27 ] | [ 18 ] | [ 28 ] | [ 18 ] | [ 18 ] | [ 18 ] | [ 29 ] | [ 18 ] | [ 10 ] | [ 30 ] |

Ort Mönchsberg
| Jahr      | 001818 | 001840 | 001861 | 001871 | 001885 | 001900 | 001925 | 001950 | 001961 | 001970 | 001987 |
| Einwohner | 66     | 70     | 74     | 72     | 73     | 74     | 56     | 72     | 63     | 59     | 51     |
| Häuser    | 11     | 11     |        |        | 14     | 14     | 12     | 12     | 12     |        | 14     |
| Quelle    | [ 16 ] | [ 17 ] | [ 19 ] | [ 21 ] | [ 24 ] | [ 26 ] | [ 28 ] | [ 29 ] | [ 10 ] | [ 30 ] | [ 1 ]  |

## Religion
Der Ort ist seit der Reformation evangelisch-lutherisch geprägt und war ursprünglich nach St. Johannes der Täufer (Neustadt an der Aisch) gepfarrt, seit der ersten Hälfte des 19. Jahrhunderts ist die Pfarrei St. Lambert (Baudenbach) zuständig. Die Katholiken sind nach St. Johannis Enthauptung (Neustadt an der Aisch) gepfarrt.